# Supercupa Turciei
Supercupa Turciei (în turcă TFF Süper Kupa), este o competiție fotbalistică de supercupă, disputată anual în Turcia între campioana din Süper Lig și câștigătoarea Cupei Turciei. Competiția a fost fondată ca Cumhurbașkanlığı Kupası (Cupa Președintelui) în 1966, fiind în acest format și cu această denumire până în 1998. Între 1999 și 2005 competiția nu s-a ținut.
În cazul în care aceeași echipă a câștigat și Cupa și Campionatul, finalista din Cupa Turciei este cea de-a două echipă a meciului din Supercupă.
Galatasaray este cea mai titrată echipă a competiției cu 13 trofee la activ, obținute în 20 de participări.

## Edițiile

### Legendă
| Campioana din Süper Lig      |                                                    |
| Câștigătoarea Cupei Turciei  |                                                    |
| Câștigătoarea Chancellor Cup |                                                    |
| ¤                            | Câștigătoarea eventului: Süper Lig și Cupa Turciei |
| †                            | Finalista Süper Lig                                |
| #                            | Finalista Cupei Turciei                            |

### Finale
| An   | Câștigătoare | Scor | Finalista | Stadion | Spectatori |
| ---- | --- | --- | --- | --- | --- |
| 1966 | Galatasaray | 2–0 | Beșiktaș | Ankara 19 Mayıs Stadium                                                                                              | 33,583 |
| 1967 | Beșiktaș | 1–0 | Altay | Ankara 19 Mayıs Stadium                                                                                              | |
| 1968 | Fenerbahçe were awarded the cup by winning both Süper Lig and Turkish Cup.                                           | Fenerbahçe were awarded the cup by winning both Süper Lig and Turkish Cup.                                           | Fenerbahçe were awarded the cup by winning both Süper Lig and Turkish Cup.                                           | Fenerbahçe were awarded the cup by winning both Süper Lig and Turkish Cup.                                           | Fenerbahçe were awarded the cup by winning both Süper Lig and Turkish Cup.                                           |
| 1969 | Galatasaray | 2–0 | Göztepe | Ankara 19 Mayıs Stadium                                                                                              | |
| 1970 | Göztepe | 3–1 | Fenerbahçe | Ankara 19 Mayıs Stadium                                                                                              | |
| 1971 | Eskișehirspor | 3–2 | Galatasaray | Ankara 19 Mayıs Stadium                                                                                              | |
| 1972 | Galatasaray | 3–0 | Ankaragücü | Ankara 19 Mayıs Stadium                                                                                              | |
| 1973 | Fenerbahçe | 2–1 | Galatasaray ¤ | Ankara 19 Mayıs Stadium                                                                                              | |
| 1974 | Beșiktaș | 3–0 | Fenerbahçe ¤ | Ankara 19 Mayıs Stadium                                                                                              | 23,435 |
| 1975 | Fenerbahçe | 2–0 | Beșiktaș | Cebeci İnönü Stadium                                                                                                 | |
| 1976 | Trabzonspor | 2–1 | Galatasaray | Ankara 19 Mayıs Stadium                                                                                              | |
| 1977 | Trabzonspor ¤ | 1–1 (3–1 p) | Beșiktaș | Ankara 19 Mayıs Stadium                                                                                              | |
| 1978 | Trabzonspor | 1–0 | Fenerbahçe | Ankara 19 Mayıs Stadium                                                                                              | 13,550 |
| 1979 | Trabzonspor | 2–1 | Fenerbahçe | Ankara 19 Mayıs Stadium                                                                                              | 23,354 |
| 1980 | Trabzonspor | 3–0 | Altay | Ankara 19 Mayıs Stadium                                                                                              | 11,098 |
| 1981 | Ankaragücü | 1–0 | Trabzonspor | Ankara 19 Mayıs Stadium                                                                                              | 15,976 |
| 1982 | Galatasaray | 2–0 | Beșiktaș | Ankara 19 Mayıs Stadium                                                                                              | 20,000 |
| 1983 | Trabzonspor † | 2–0 | Fenerbahçe ¤ | Ankara 19 Mayıs Stadium                                                                                              | 17,895 |
| 1984 | Fenerbahçe † | 1–0 | Trabzonspor ¤ | Ankara 19 Mayıs Stadium                                                                                              | 12,021 |
| 1985 | Fenerbahçe | 1–1 (4–2 p) | Galatasaray | Ankara 19 Mayıs Stadium                                                                                              | 18,757 |
| 1986 | Beșiktaș | 2–1 | Bursaspor | Ankara 19 Mayıs Stadium                                                                                              | 13,783 |
| 1987 | Galatasaray | 3–2 | Gençlerbirliği | Ankara 19 Mayıs Stadium                                                                                              | 22,773 |
| 1988 | Galatasaray | 2–0 | Sakaryaspor | Ankara 19 Mayıs Stadium                                                                                              | 19,845 |
| 1989 | Beșiktaș | 1–0 | Fenerbahçe | Ankara 19 Mayıs Stadium                                                                                              | 15,055 |
| 1990 | Fenerbahçe † | 3–2 | Beșiktaș ¤ | Ankara 19 Mayıs Stadium                                                                                              | |
| 1991 | Galatasaray | 1–0 | Beșiktaș | Ankara 19 Mayıs Stadium                                                                                              | 14,650 |
| 1992 | Beșiktaș | 2–1 | Trabzonspor | Ankara 19 Mayıs Stadium                                                                                              | 20,000 |
| 1993 | Galatasaray ¤ | 2–0 | Beșiktaș † | Ankara 19 Mayıs Stadium                                                                                              | 18,836 |
| 1994 | Beșiktaș | 3–1 | Galatasaray | Ankara 19 Mayıs Stadium                                                                                              | |
| 1995 | Trabzonspor | 2–0 | Beșiktaș | Ankara 19 Mayıs Stadium                                                                                              | |
| 1996 | Galatasaray | 3–0 | Fenerbahçe | Ankara 19 Mayıs Stadium                                                                                              | |
| 1997 | Galatasaray | 2–1 | Kocaelispor | Ankara 19 Mayıs Stadium                                                                                              | 20,000 |
| 1998 | Beșiktaș | 2–1 | Galatasaray | Ankara 19 Mayıs Stadium                                                                                              | 11,962 |
| 1999 | No competition. Galatasaray (Süper Lig and Türkiye Kupası) – Beșiktaș (Türkiye Kupası runner-up)                     | No competition. Galatasaray (Süper Lig and Türkiye Kupası) – Beșiktaș (Türkiye Kupası runner-up)                     | No competition. Galatasaray (Süper Lig and Türkiye Kupası) – Beșiktaș (Türkiye Kupası runner-up)                     | No competition. Galatasaray (Süper Lig and Türkiye Kupası) – Beșiktaș (Türkiye Kupası runner-up)                     | No competition. Galatasaray (Süper Lig and Türkiye Kupası) – Beșiktaș (Türkiye Kupası runner-up)                     |
| 2000 | No competition. Galatasaray (Süper Lig and Türkiye Kupası) – Antalyaspor (Türkiye Kupası runner-up)                  | No competition. Galatasaray (Süper Lig and Türkiye Kupası) – Antalyaspor (Türkiye Kupası runner-up)                  | No competition. Galatasaray (Süper Lig and Türkiye Kupası) – Antalyaspor (Türkiye Kupası runner-up)                  | No competition. Galatasaray (Süper Lig and Türkiye Kupası) – Antalyaspor (Türkiye Kupası runner-up)                  | No competition. Galatasaray (Süper Lig and Türkiye Kupası) – Antalyaspor (Türkiye Kupası runner-up)                  |
| 2001 | No competition. Fenerbahçe (Süper Lig) – Gençlerbirliği (Türkiye Kupası)                                             | No competition. Fenerbahçe (Süper Lig) – Gençlerbirliği (Türkiye Kupası)                                             | No competition. Fenerbahçe (Süper Lig) – Gençlerbirliği (Türkiye Kupası)                                             | No competition. Fenerbahçe (Süper Lig) – Gençlerbirliği (Türkiye Kupası)                                             | No competition. Fenerbahçe (Süper Lig) – Gençlerbirliği (Türkiye Kupası)                                             |
| 2002 | No competition. Galatasaray (Süper Lig ) – Kocaelispor (Türkiye Kupası)                                              | No competition. Galatasaray (Süper Lig ) – Kocaelispor (Türkiye Kupası)                                              | No competition. Galatasaray (Süper Lig ) – Kocaelispor (Türkiye Kupası)                                              | No competition. Galatasaray (Süper Lig ) – Kocaelispor (Türkiye Kupası)                                              | No competition. Galatasaray (Süper Lig ) – Kocaelispor (Türkiye Kupası)                                              |
| 2003 | No competition. Beșiktaș (Süper Lig) – Trabzonspor (Türkiye Kupası)                                                  | No competition. Beșiktaș (Süper Lig) – Trabzonspor (Türkiye Kupası)                                                  | No competition. Beșiktaș (Süper Lig) – Trabzonspor (Türkiye Kupası)                                                  | No competition. Beșiktaș (Süper Lig) – Trabzonspor (Türkiye Kupası)                                                  | No competition. Beșiktaș (Süper Lig) – Trabzonspor (Türkiye Kupası)                                                  |
| 2004 | No competition. Fenerbahçe (Süper Lig) – Trabzonspor (Türkiye Kupası)                                                | No competition. Fenerbahçe (Süper Lig) – Trabzonspor (Türkiye Kupası)                                                | No competition. Fenerbahçe (Süper Lig) – Trabzonspor (Türkiye Kupası)                                                | No competition. Fenerbahçe (Süper Lig) – Trabzonspor (Türkiye Kupası)                                                | No competition. Fenerbahçe (Süper Lig) – Trabzonspor (Türkiye Kupası)                                                |
| 2005 | No competition. Fenerbahçe (Süper Lig) – Galatasaray (Türkiye Kupası)                                                | No competition. Fenerbahçe (Süper Lig) – Galatasaray (Türkiye Kupası)                                                | No competition. Fenerbahçe (Süper Lig) – Galatasaray (Türkiye Kupası)                                                | No competition. Fenerbahçe (Süper Lig) – Galatasaray (Türkiye Kupası)                                                | No competition. Fenerbahçe (Süper Lig) – Galatasaray (Türkiye Kupası)                                                |
| 2006 | Beșiktaș | 1–0 | Galatasaray | Commerzbank-Arena | 25,500 |
| 2007 | Fenerbahçe | 2–1 | Beșiktaș | RheinEnergieStadion                                                                                                  | 38,000 |
| 2008 | Galatasaray | 2–1 | Kayserispor | Schauinsland-Reisen-Arena                                                                                            | 20,000 |
| 2009 | Fenerbahçe # | 2–0 | Beșiktaș ¤ | Atatürk Olympic Stadium                                                                                              | |
| 2010 | Trabzonspor | 3–0 | Bursaspor | Atatürk Olympic Stadium                                                                                              | |
| 2011 | No competition because of 2011 Turkish sports corruption scandal. Fenerbahçe (Süper Lig) – Beșiktaș (Türkiye Kupası) | No competition because of 2011 Turkish sports corruption scandal. Fenerbahçe (Süper Lig) – Beșiktaș (Türkiye Kupası) | No competition because of 2011 Turkish sports corruption scandal. Fenerbahçe (Süper Lig) – Beșiktaș (Türkiye Kupası) | No competition because of 2011 Turkish sports corruption scandal. Fenerbahçe (Süper Lig) – Beșiktaș (Türkiye Kupası) | No competition because of 2011 Turkish sports corruption scandal. Fenerbahçe (Süper Lig) – Beșiktaș (Türkiye Kupası) |
| 2012 | Galatasaray | 3–2 | Fenerbahçe | Erzurum Universiade Arena                                                                                            | 25,000 |
| 2013 | Galatasaray | 1–0 | Fenerbahçe | Kadir Has Stadium | 32,000 |

## Performances
| Club           | Winners | Runners-up | % Wins per final | Years won                                                                    | Years runners-up                                           |
| -------------- | ------- | ---------- | ---------------- | ---------------------------------------------------------------------------- | ---------------------------------------------------------- |
| Galatasaray    | 13      | 7          | 65%              | 1966, 1969, 1972, 1982, 1987, 1988, 1991, 1993, 1996, 1997, 2008, 2012, 2013 | 1971, 1973, 1976, 1985, 1994, 1998, 2006                   |
| Beșiktaș       | 8       | 10         | 44%              | 1967, 1974, 1986, 1989, 1992, 1994, 1998, 2006                               | 1966, 1975, 1977, 1982, 1990, 1991, 1993, 1995, 2007, 2009 |
| Fenerbahçe     | 8       | 9          | 47%              | 1968, 1973, 1975, 1984, 1985, 1990, 2007, 2009                               | 1970, 1974, 1978, 1979, 1983, 1989, 1996, 2012, 2013       |
| Trabzonspor    | 8       | 3          | 72%              | 1976, 1977, 1978, 1979, 1980, 1983, 1995, 2010                               | 1981, 1984, 1992                                           |
| Göztepe        | 1       | 1          | 50%              | 1970                                                                         | 1969                                                       |
| Ankaragücü     | 1       | 1          | 50%              | 1981                                                                         | 1972                                                       |
| Eskișehirspor  | 1       | 0          | 100%             | 1971                                                                         |                                                            |
| Altay          | 0       | 2          | 0%               |                                                                              | 1967, 1980                                                 |
| Bursaspor      | 0       | 2          | 0%               |                                                                              | 1986, 2010                                                 |
| Gençlerbirliği | 0       | 1          | 0%               |                                                                              | 1987                                                       |
| Kocaelispor    | 0       | 1          | 0%               |                                                                              | 1997                                                       |
| Sakaryaspor    | 0       | 1          | 0%               |                                                                              | 1988                                                       |
| Kayserispor    | 0       | 1          | 0%               |                                                                              | 2008                                                       |

## Most common matchups
| # | Club (wins)    | Club (wins)     | Finals                                   |
| - | -------------- | --------------- | ---------------------------------------- |
| 7 | Beșiktaș (3)   | Galatasaray (4) | 1966, 1982, 1991, 1993, 1994, 1998, 2006 |
| 6 | Beșiktaș (2)   | Fenerbahçe (4)  | 1974, 1975, 1989, 1990, 2007, 2009       |
| 5 | Fenerbahçe (2) | Galatasaray (3) | 1973, 1985, 1996, 2012, 2013             |
| 4 | Fenerbahçe (1) | Trabzonspor (3) | 1978, 1979, 1983, 1984                   |
| 3 | Beșiktaș (1)   | Trabzonspor (2) | 1977, 1992, 1995                         |

## Recorduri
- Cele mai multe trofee: 13
  - Galatasaray (1966, 1969, 1972, 1982, 1987, 1988, 1991, 1993, 1996, 1997, 2008, 2012, 2013)

- Cele mai multe participări: 20
  - Galatasaray (1966, 1969, 1971, 1972, 1973, 1976, 1982, 1985, 1987, 1988, 1991, 1993, 1994, 1996, 1997, 1998, 2006, 2008, 2012, 2013)

- Cele mai multe trofee consecutive: 5
  - Trabzonspor (1976, 1977, 1978, 1979, 1980)

- Cele mai multe participări consecutive: 7
  - Beșiktaș (1989, 1990, 1991, 1992, 1993, 1994, 1995)

- Cea mai mare victorie:
  - Galatasaray 3–0 Ankaragücü (1972)
  - Beșiktaș 3–0 Fenerbahçe (1974)
  - Trabzonspor 3–0 Altay (1980)
  - Galatasaray 3–0 Fenerbahçe (1996)
  - Trabzonspor 3–0 Bursaspor (2010)

### Antrenori
- Cele mai multe victorii: 5
  - Ahmet Suat Özyazıcı (toate cu Trabzonspor): 1976, 1977, 1978, 1980, 1983